# Hugo Goetz
Hugo Louis Goetz (Chicago, 18 oktober 1884 – Foley, 4 april 1972) was een Amerikaans zwemmer.
Hugo Goetz nam als zwemmer eenmaal deel aan de Olympische Spelen. In 1904 maakte hij deel uit van het Amerikaanse team dat het zilver wist te veroveren bij de 4x50 yards vrije slag. Hij kwam uit voor de club Chicago Athletic Association.